# Konská (Liptovský Mikuláš)
Konská (ungarisch Konszka) ist eine Gemeinde im Norden der Slowakei mit 231 Einwohnern (Stand 31. Dezember 2024), die zum Okres Liptovský Mikuláš, einem Teil des Žilinský kraj, gehört und zur traditionellen Landschaft Liptau gezählt wird.

## Geographie

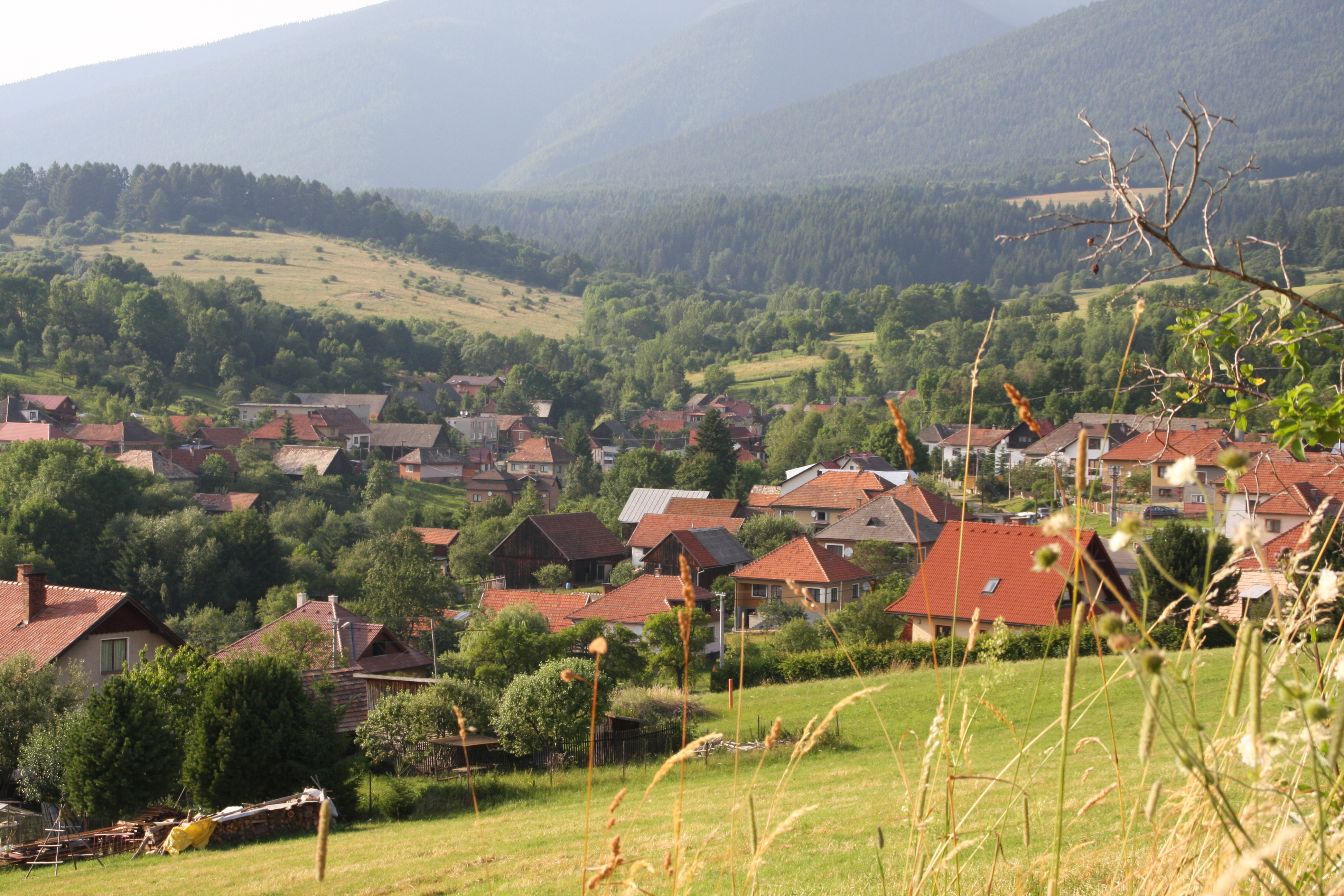
Blick auf Konská

Die Gemeinde befindet sich im Mittelteil des Talkessels Liptovská kotlina (Teil der größeren Podtatranská kotlina) im engen Tal des Konský potok, unterhalb der Westtatra. Das Gemeindegebiet erstreckt sich in der Westtatra bis zum Berg Baranec (2184 m n.m.). Das Ortszentrum liegt auf einer Höhe von 755 m n.m. und ist 12 Kilometer von Liptovský Mikuláš entfernt.
Nachbargemeinden sind Jamník im Norden und Nordosten, Jakubovany im Osten, Liptovský Ondrej im Süden und Westen und Liptovský Mikuláš (Katastralgemeinde Svätý Štefan) im Nordwesten.

## Geschichte
Konská entstand auf damaligem Gemeindegebiet von Uhorská Ves auf Ländereien, die ein gewisser Egidius und seine Nachfahren vom Sohler Gespan Doncs erhielten und wurde zum ersten Mal 1357 als Weresmihalfalua schriftlich erwähnt. 1391 war das Dorf Gut der landadligen Familie Andreánsky und teilweise der Familie Detrich. 1784 hatte die Ortschaft 21 Häuser und 144 Einwohner, 1828 zählte man 23 Häuser und 221 Einwohner, die als Landwirte beschäftigt waren.
Bis 1918 gehörte der im Komitat Liptau liegende Ort zum Königreich Ungarn und kam danach zur Tschechoslowakei und schließlich zur Slowakei. 1934 gab es erfolglose Versuche zur Kohleförderung bei Konská.
Von 1976 bis 1990 war Konská Teil der Nachbargemeinde Liptovský Ondrej.

## Bevölkerung
| Jahr                | 1994 | 2004    | 2014     | 2024    |
| ------------------- | ---- | ------- | -------- | ------- |
| Anzahl der Personen | 253  | 241     | 215      | 231     |
| Unterschied         |      | −4,74 % | −10,78 % | +7,44 % |

| Jahr                | 2023 | 2024    |
| ------------------- | ---- | ------- |
| Anzahl der Personen | 227  | 231     |
| Unterschied         |      | +1,76 % |

Nach der Volkszählung 2011 wohnten in Konská 215 Einwohner, davon 209 Slowaken und drei Tschechen. Drei Einwohner machten keine Angabe zur Ethnie.
148 Einwohner bekannten sich zur Evangelischen Kirche A. B., 34 Einwohner zur römisch-katholischen Kirche, vier Einwohner zu einer anderen Konfession, drei Einwohner zur evangelisch-methodistischen Kirche und ein Einwohner zur altkatholischen Kirche. 19 Einwohner waren konfessionslos und bei sechs Einwohnern wurde die Konfession nicht ermittelt.

## Bauwerke und Denkmäler
- Glockenturm